# Cosificació sexual
La cosificació sexual és el fet de considerar l’altre com un objecte i font de gratificacions per a un mateix. Aquesta pràctica es basa en una relació de desigualtat, exempta d’empatia i de reconeixement de l’altre com a persona i subjecte amb drets i sentiments. La persona que està en una situació de privilegi, obeint a una concepció de propietat i domini, se sent legitimada a tractar algú de manera coercitiva, i com a ésser subordinat, per a benefici propi. Aquesta creença quant a les dones, tan present en la pornografia i en la publicitat, és a l’arrel de molts delictes sexuals. Rita Laura Segato, que assegura que la cosificació i la mentalitat extractivista és el fonament del poder patriarcal, ha desenvolupat el concepte de pedagogia de la crueltat, que defineix de la següent manera: «Anomeno pedagogies de la crueltat tots els actes i pràctiques que ensenyen, habituen i programen els subjectes per a transmutar el que és viu i la seva vitalitat en coses». Segato assenyala que el tràfic de dones i l’explotació sexual són el paradigma de la pedagogia de la crueltat.
La cosificiació ocorre quan es veu una persona com un objecte sexual atès que s'han separat els atributs sexuals i la bellesa física de la resta de la personalitat i existència com un individu, i han reduït els atributs a instruments de plaer per a una altra persona. El concepte de cosificació sexual i, en particular, la cosificació de les dones, és una idea destacada en la teoria feminista i les teories psicològiques derivades del feminisme. Moltes feministes consideren que la cosificació sexual és censurable i que té un paper important en la desigualtat entre gèneres.
No obstant això, alguns feministes argumenten que l'augment en la llibertat sexual de dones i homes gai ha dirigit a un augment de la cosificació dels homes.

## Cosificació de les dones

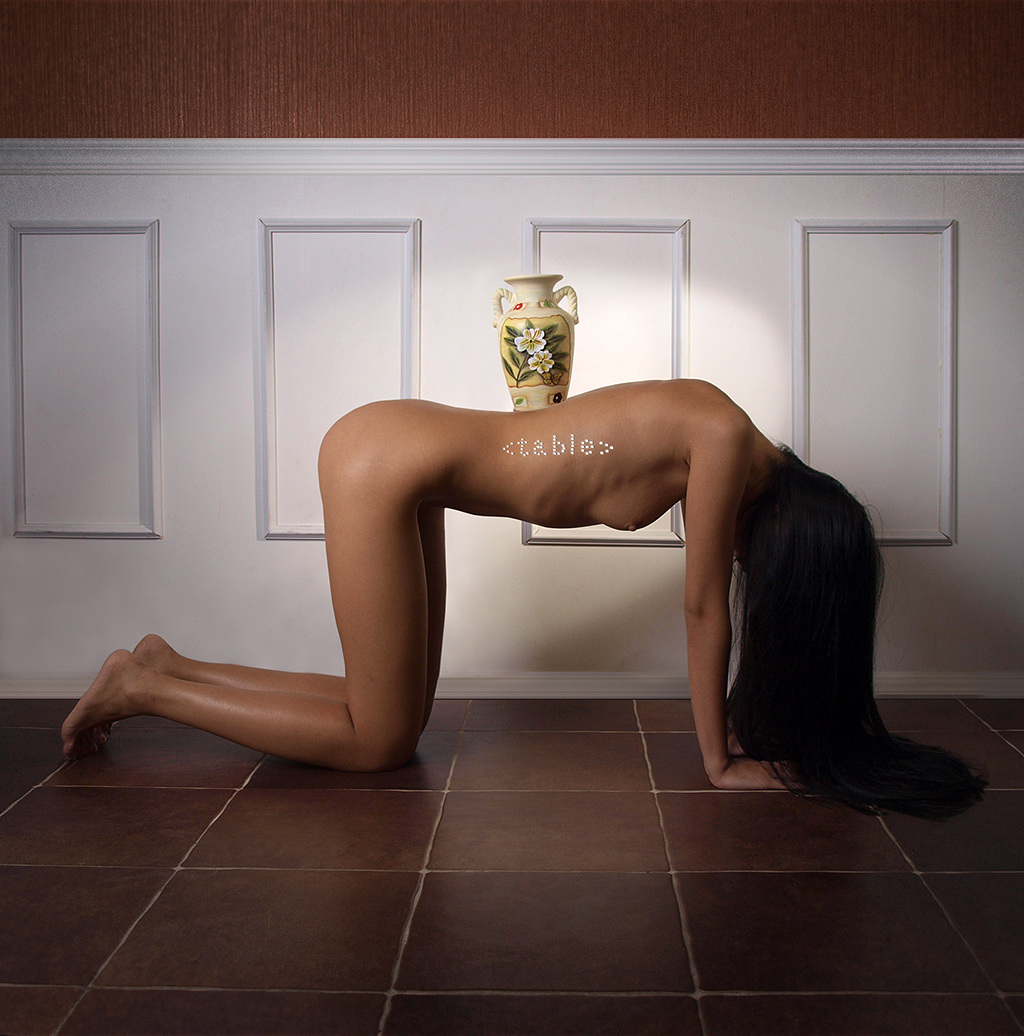
Un cos de dona fent d'objecte: taula

La cosificació (de "cosa") o objectització (d'"objecte") de la dona és un concepte sorgit de les teories feministes, que consideren que és una conseqüència de la desigualtat social entre sexes. Exemples típics de cosificació de la dona són l'ús que se'n fa a la majoria de la pornografia, els implants de mames i en general la cirurgia plàstica per a embellir-se i, en els mitjans de comunicació, l'ús del seu cos com a objecte publicitari i el concepte de sex symbol. De fet, la forma més freqüent n'és la cosificació sexual, en la que la dona és tractada com un objecte sexual a disposició de l'home. Els homes que no veuen les dones com a iguals, per a no compartir el seu poder, les idealitzen i així les converteixen en objecte, com és el cas de les models i les muses.
En una societat androcèntrica i, per tant, amb biaix de gènere masculí, les pràctiques i polítiques sobre dones, si n'hi ha, tracten aquestes com una "cosa social". Una "cosa" més a incloure en polítiques assistencials, per exemple, per haver una carència.
Crítics culturals pro-feministes com Robert Jensen i Sut Jhally van acusar als mitjans de comunicació i empreses de publicitat de promoure la reïficació de dones per fomentar béns i serveis.
En tal sentit, la publicitat en la qual les dones apareixen realitzant tasques de la llar, netejant el bany, cuinant, i l'home apareix com el que aporta els diners a la família, no fan una altra cosa que incrementar aquest sentit masclista de la societat i de la televisió.

## Cosificació sexual dels homes
Les escriptores feministes Christina Hoff Sommers i Naomi Wolf escriuen que l'alliberament sexual de les dones ha causat que moltes dones vegin als homes com a objectes sexuals. Argumenten que els efectes psicològics de la cosificació en els homes són semblants als ocorreguts entre les dones, provocant una autoestima negativa entre els homes, a més d'inseguretat sexual i d'altres pors, que provoquen l'increment d'ús d'estimulants, com la viagra.
Els homes són presentats també com a objectes sexuals a pel·lícules i programes de televisió, calendaris de beefcakes i revistes femenines. També, hi ha dones que consumeixen pornografia.

## Autocosificació sexual
La "autocosificació sexual" és la valoració autocrítica que es realitza una dona a si mateixa des de la perspectiva cosificadora pròpia del heteropatriarcat, tan difosa i normalitzada per mitjà de la televisió, la publicitat, el cinema, la pornografia i la prostitució; i que fa veure a la persona femenina com un mer objecte de satisfacció sexual per a l'home.
Una dona s'autocosifica quan prescindeix de qualsevol valor propi intel·lectual o psicològic donant única cabuda a la seva aparença i al seu físic com a model d'identificació amb la seva pròpia persona.
| «                                           | La autocosificació es dona quan la mirada cosificadora es torna cap a una mateixa, de manera que les dones passen a veure's a si mateixes des de la perspectiva d'un observador i exerceixen un monitoratge de si mateixes de forma crònica”. | » |
| — Rachel M Caloguero, Doctora en Psicologia | |   |

| «                                                                                  | L'acte-reificació és adoptar la perspectiva d'observar-se externament i considerar-se com una cosa, un cos al que les altres persones miren i avaluen, té nombroses conseqüències negatives per a la salut física i psíquica de les dones. En un estudi recent del nostre laboratori hem analitzat la relació entre l'acte-reificació de les dones, d'una banda, i les seves avaluacions i reaccions davant una floreta (una situació de reificació), per part d'un altre. Els resultats mostren un nou efecte perniciós de l'acte-reificació, fins ara inexplorat: la major tolerància davant situacions cosificadores com les floretes. | » |
| — Alba Moya-Garófano (Dept. de Psicologia Social, Universitat de Granada, Espanya) | |   |